# Snap!
Snap! — живий альбом англійського гурту The Jam, який вийшов 14 жовтня 1983 року.

## Композиції
1. In the City — 2:18
2. Away from the Numbers — 4:03
3. All Around the World — 2:26
4. The Modern World — 2:32
5. News of the World — 3:28
6. Billy Hunt — 3:02
7. English Rose — 2:50
8. Mr. Clean — 3:30
9. David Watts — 2:55
10. 'A' Bomb in Wardour Street — 2:34
11. Down in the Tube Station at Midnight — 4:03
12. Strange Town — 3:50
13. The Butterfly Collector — 3:10
14. When You're Young — 3:13
15. Smithers-Jones — 2:59
16. Thick as Thieves — 3:41
17. The Eton Rifles — 3:29
18. Going Underground — 2:55
19. Dreams of Children — 2:59
20. That's Entertainment — 3:16
21. Start! — 2:17
22. Man in the Cornershop — 3:16
23. Funeral Pyre — 3:30
24. Absolute Beginners — 2:50
25. Tales from the Riverbank — 3:35
26. Town Called Malice — 2:54
27. Precious — 3:33
28. The Bitterest Pill (I Ever Had to Swallow) — 3:36
29. Beat Surrender — 3:31

## Учасники запису
- Пол Веллер — вокал, гітара, клавішні
- Брюс Фокстон — бас
- Рік Баклер — ударні

## Чарти
| Чарт (1983)                    | Найвища позицыя |
| ------------------------------ | --------------- |
| Australian (Kent Music Report) | 70              |